# Rute 714 til Sydney
Rute 714 til Sydney (fransk originaltitel Vol 714 pour Sydney) er det 22. album i tegneserien om Tintins oplevelser. Det er skrevet og tegnet af den belgiske tegneserieskaber Hergé og blev udgivet i mindre dele ugentligt fra september 1966 til november 1967 i Tintin-magasinet. Titlen refererer til det fly som Tintin og hans venner ikke kommer med, da de bliver inddraget i deres ærkefjende Rastapopoulus' plot om at kidnappe en excentrisk millionær fra et overlydsfly på en sondonesisk ø.
Hergé startede med at arbejde på Rute 714 til Sydney fire år efter han færdiggjorde det tidligere eventyr Castafiores juveler. På dette tidspunkt i sit liv var han stadig mere uinteresseret i serien, og han brugte historien til at udforske det paranormale fænomen, som optog ham stadig mere. Efter den var blevet udsendt i mindre dele i Tintin-magasinet blev historien samlet og udgivet i bogform af Casterman i 1968. Selvom tegningerne er notable for deres mange detaljer, så var modtagelsen af albummet blandede til negative. Fortællingen blev kritiseret for at være en farce-portrættering af antagonisterne, og en anden kritik gik på, at man lod historiens centrale mysterie stå uforklaret.
Hergé fortsatte Tintins oplevelse med Tintin og picaroerne, mens selve serien blev en vigtig del af den fransk-belgiske tegneserietradition. Historien blev brugt til Ellipse/Nelvanas tegnefilmsserie Tintins Eventyr i 1991.

## Nogle franske udgaver
- 1966-1967: Les aventures de Tintin et Milou – Vol 714 pour Sydney, fortsat serie i Tintin nr. 39, 27. september 1966[1] – nr. 48, 28. november 1967.[2] 62 tegneseriesider i farver.
- 1968: Les aventures de Tintin – Vol 714 pour Sydney , album fra Casterman, 62 tegneseriesider i farver.[3]

## Danske udgaver
Føljetoner
- 1967-1968: Fortsat serie uden titel i Politiken nr. 348, søndag 17. september 1967 – nr. 48, søndag 17. november 1968.
- ca. 1974: Flight No. 714 til Sydney. Fortsat serie i Billed-Bladet.
- 1982-1983: Flight No. 714 til Sydney. Fortsat serie i Politiken 108, søndag 17. januar 1982 – nr. 168, søndag 20. marts 1983.
- 1978-1979: Flight No. 714 til Sydney. Fortsat serie i Århus Stiftstidende søndag 5. februar 1978 – søndag 8. april 1979.

Album
- 1969: Tintins oplevelser nr. 16 (gammel standardudgave). Flight No. 714 til Sydney. Illustrationsforlaget. Genoptryk har ISBN 87-562-0057-9.[4]
- 2007: Tintins oplevelser (retroudgave). Rute 714 til Sydney. 2. udgave. Carlsen Comics, ISBN 978-87-626-0531-2. Fra 2. oplag, 2017, Cobolt, ISBN 978-87-7085-166-4.[5]
- 2009: Tintins oplevelser nr. 22 (minicomics). Rute 714 til Sydney. Cobolt, ISBN 978-87-7085-376-7.[6]
- 2013: Tintins oplevelser (ny standardudgave). Rute 714 til Sydney. Cobolt, ISBN 978-87-7085-496-2.[7]